# Aleixo av Kongo
Aleixo av Kongo, död 1793, var kung av Kongo mellan 1791 och 1793. Han efterträdde år 1791 Álvaro XII, men dog efter bara två år och efterträddes själv 1793 av Joaquim.